# Brisingida
De Brisingida zijn een orde in de klasse van de zeesterren (Asteroidea). De orde telt twee families. De soorten leven voornamelijk in de diepzee.

## Families
- Brisingidae G.O. Sars, 1875
- Freyellidae Downey, 1986

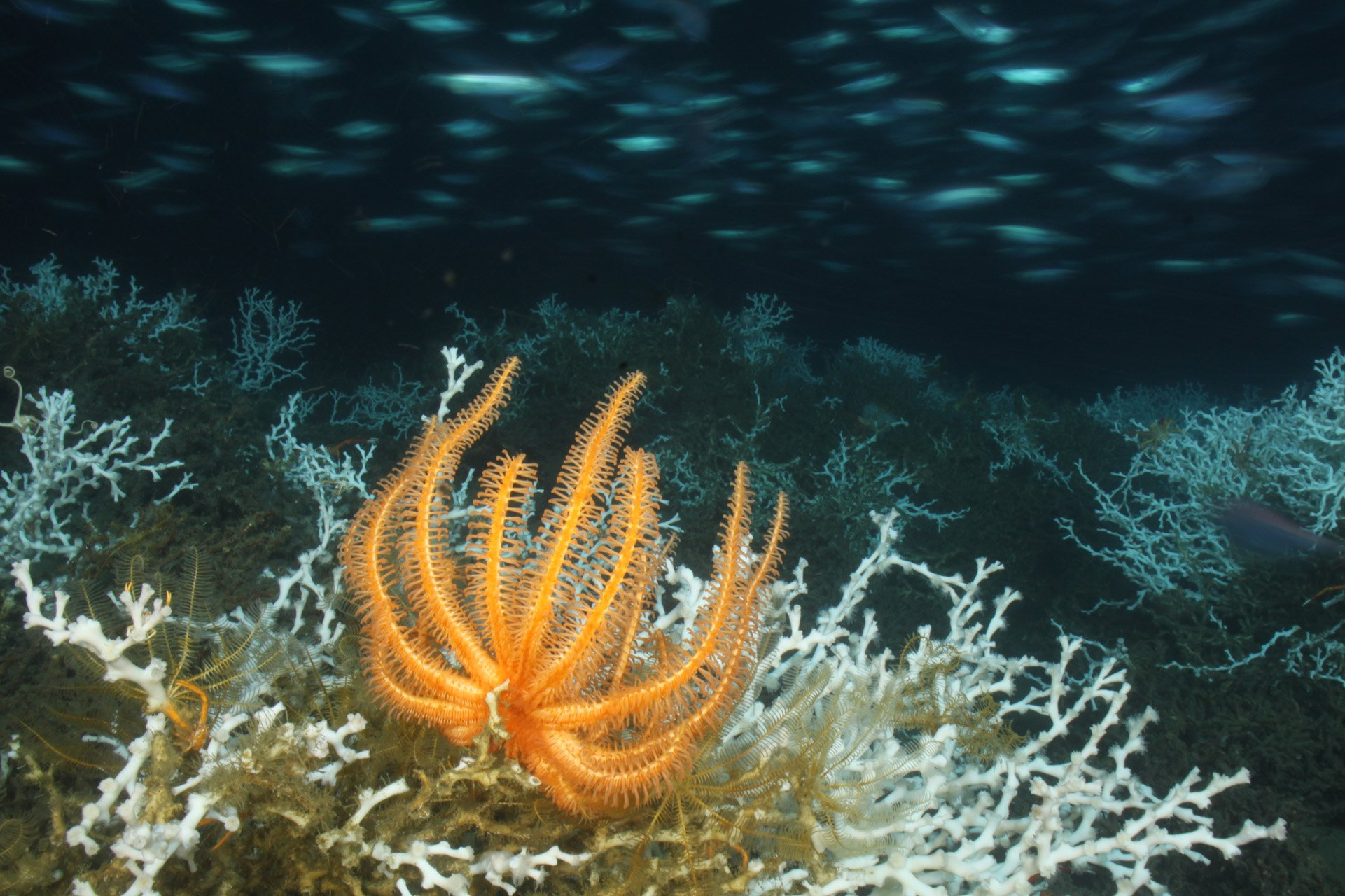
Novodinia antillensis
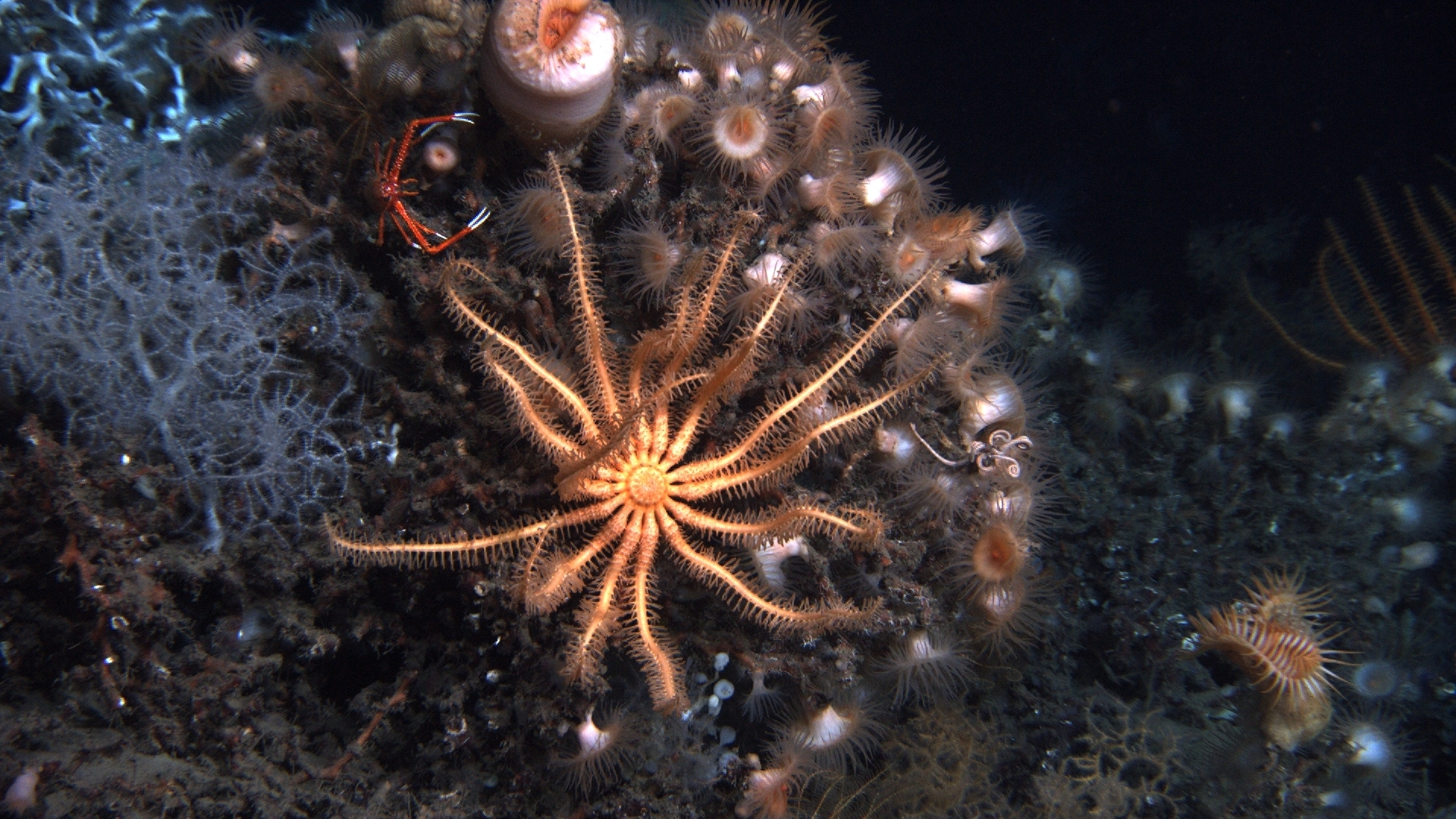
Novodinia sp.
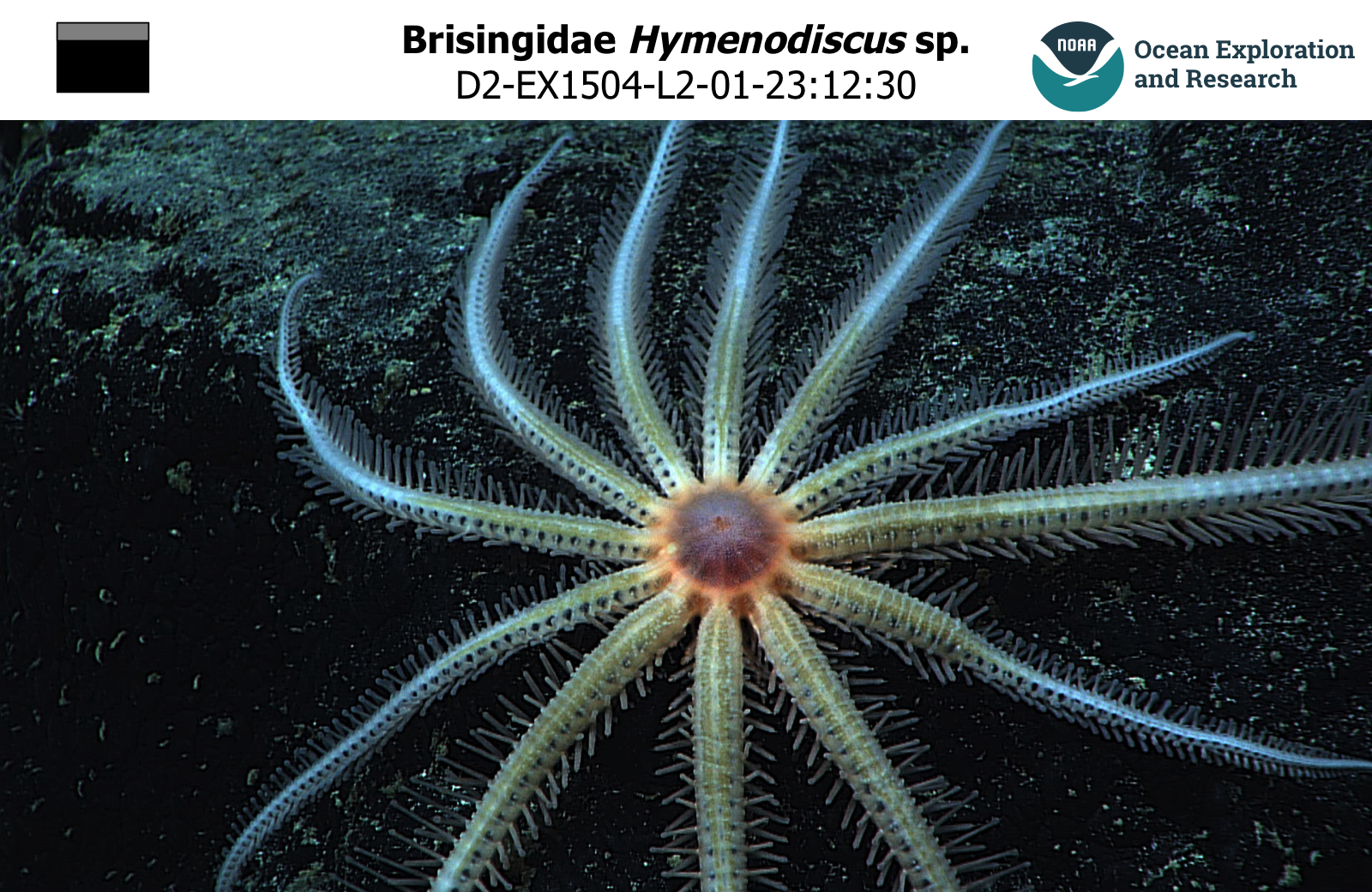
Hymenodiscus sp.
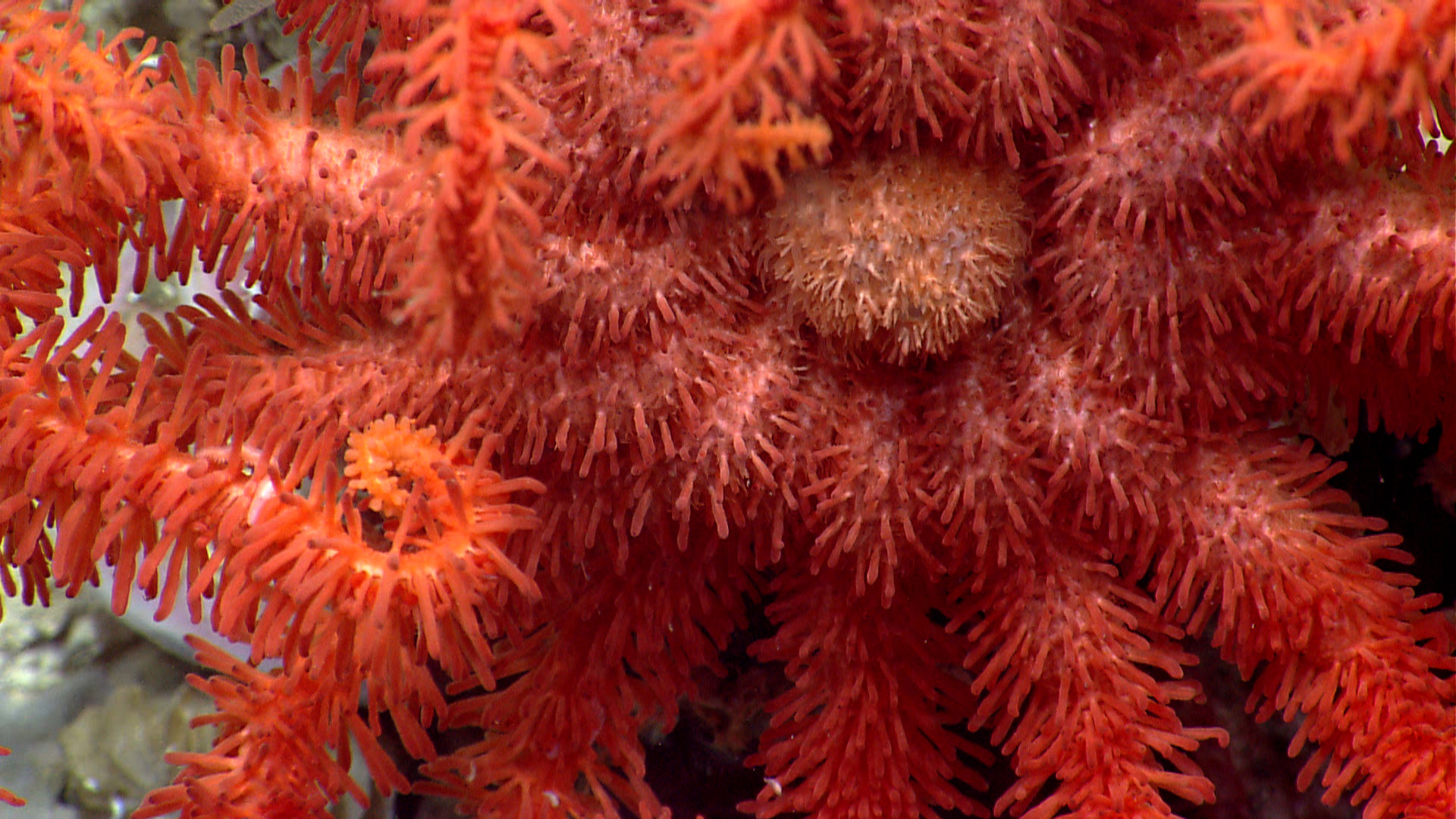
Detail van een soort uit de familie Brisingidae.
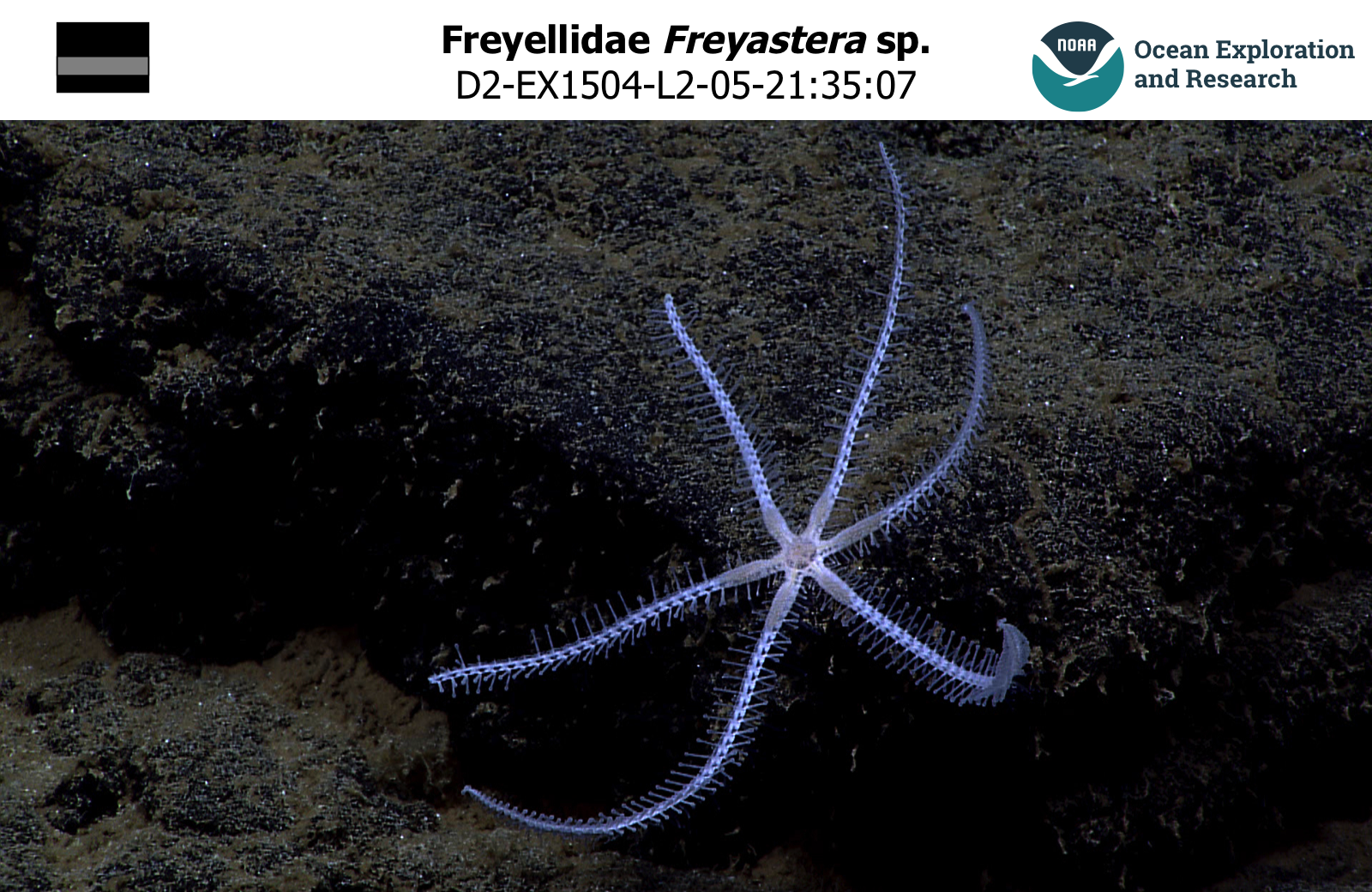
Freyastera sp.